# Carolina Muzzilli

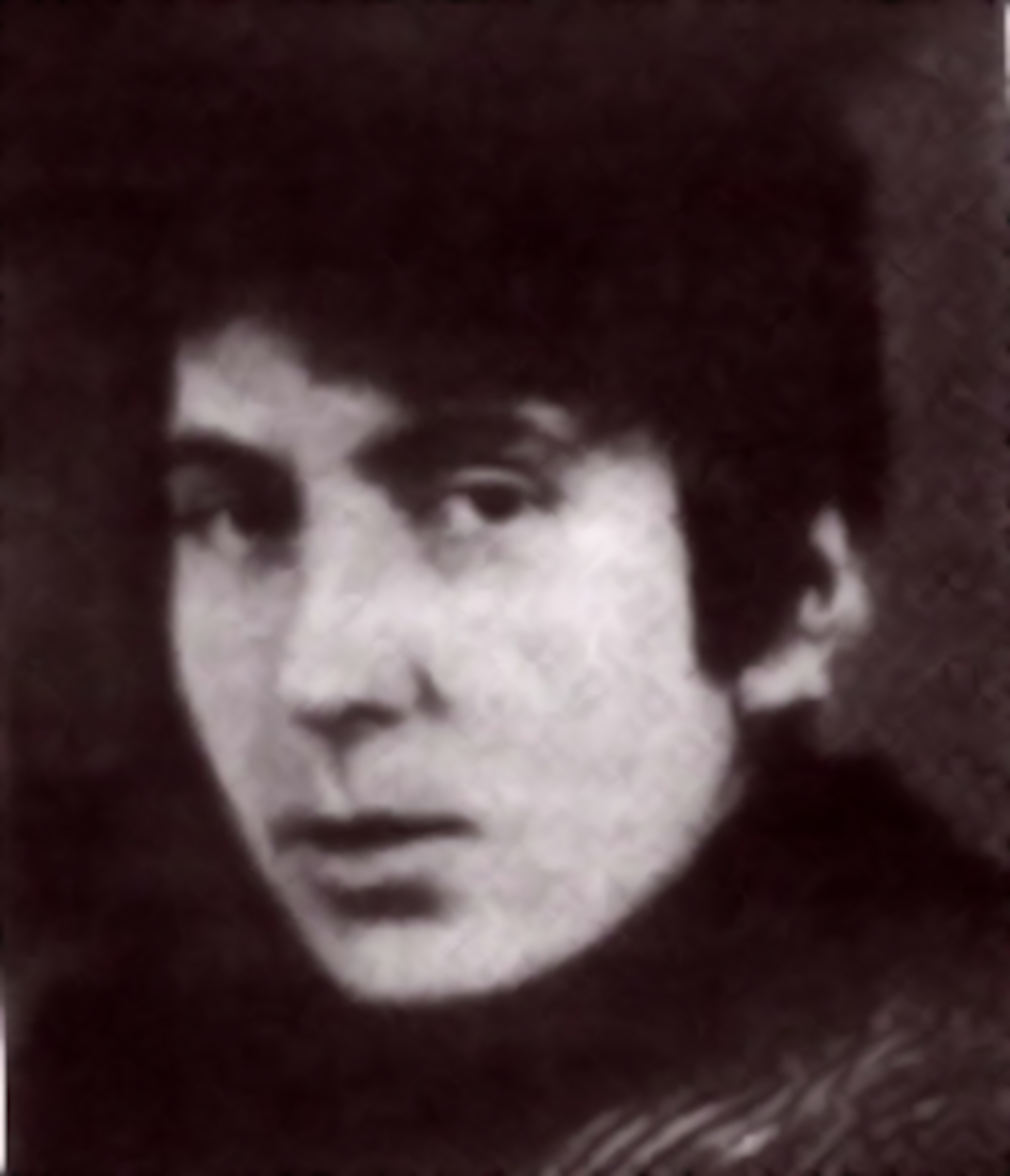
Ảnh chân dung của Carolina Muzzilli

Carolina Muzzilli (17 tháng 11 năm 1889 - 1917) là một nhà nghiên cứu công nghiệp và nhà hoạt động xã hội người Argentina gốc Ý. Bà là người phụ nữ đầu tiên trở thành quan chức của Bộ Việc làm Quốc gia Argentina. Muzzilli đã làm nhiều việc để cải thiện điều kiện làm việc trong các nhà máy và nơi làm việc ở Argentina.

## Nghề nghiệp
Muzzilli là một thợ may, làm việc trong một nhà máy. Là một người tự học, bà đã báo cáo về điều kiện làm việc của lao động nữ ở La Prensa. Cô chỉ trích giới thượng lưu, những người nói nhiều và ít làm về chủ đề "bóc lột phụ nữ và công nhân trẻ em". Giáo điều của bà là vì chủ nghĩa nữ quyền mang tính "thể thao" hơn là thực hành chủ nghĩa tinh hoa khuất phục của các phương pháp bảo thủ đối với nữ quyền. Bà là một nữ chiến binh đáng chú ý. Muzzilli từng là giám đốc của Hội Phụ nữ, một tạp chí nữ quyền. Trong công việc của mình cho Hội Phụ nữ, bà đã tham gia tích cực vào các chương trình giáo dục cho công nhân của ngành công nghiệp xì gà và dệt may, vì điều kiện sức khỏe phổ biến trong các ngành này là tồi tệ; bà dự đoán đây là một cuộc xung đột giai cấp.
Muzzilli là tác động chính trong việc ban hành luật pháp để bảo vệ người lao động bằng cách tham gia tích cực vào năm 1906, trong các hoạt động của Hiệp hội Người có lợi. Năm 1907, khi ly hôn được hợp pháp hóa ở Uruguay, Muzzilli yêu cầu luật ly hôn cũng được ban hành ở Argentina, do đó Elvira Rawson de Dellepiane có quan điểm bất đồng. Năm 1912, bà đã tìm ra nguyên nhân của những người phụ nữ (trong độ tuổi từ 12 đến 50), những người đang làm việc trong tiệm giặt ủi La La Higiénica, trong điều kiện tồi tàn, nơi các công nhân thường bị ngất trong khu vực ủi quần áo do nhiệt độ quá cao trong mùa hè. Các thanh tra viên, thay vì giúp đỡ họ, sẽ tính thời gian các công nhân bị ngất xỉu và khăng khăng rằng các công nhân phải làm bù thời gian ngất trong ngày làm việc. Lời than vãn của Muzzilli là phần lớn ban lãnh đạo phản đối yêu sách của công nhân là "những người Công giáo cực đoan, chỉ quen mặc áo choàng giáo hoàng trong đám rước. " 